# جمال العلي
جمال العلي (28 ديسمبر 1963 -)، ممثل سوري غلبت على أدواره الطابع الكوميدي. ولد في القنيطرة سوريا .

## حياته
كانت بدايته الفنية الحقيقية من خلال المهرجان المسرحي المدرسي للشبيبة، فقد شارك في العديد من المسرحيات، وحصل أول مرة على جائزة أفضل ممثل في مسرحية (فصيل على طريق الموت). شارك العلي في عدد من الأعمال المسرحية تجاوزت 20 عرضًا منها (سفر برلك، الغول)، كما شارك في تشكيل فرقة القدس المسرحية بإدارة الفنان زيناتي قدسية ، وقدموا معاً عدة عروض في مهرجانات عربية ودولية، وكانت له تجربة مهمة في فرقة (عمال القنيطرة) مع كل من المخرجين عبد الحميد خليفة ويوسف مقبل ، واستلم إدارة الفرقة منذ عام 1990 وحتى 2004 ، وأخرج لها عدة أعمال مهمة، كما أخرج لفرقة (طلائع القنيطرة) للأطفال حوالي سبعة عروض . شارك جمال العلي كذلك في الدراما التليفزيونية، ومن مسلسلاته: (بقعة ضوء، التغريبة الفلسطينية، الشام العدية، ضيعة ضايعة).

## أعماله
- بروكار ج2 (2022)
- حوازيق (2022)
- كسر عضم (2022)
- الكندوش (2021)
- خريف العشاق (2021)
- البقعة السوداء
- الواق واق (2018)
- جنان نسوان 2017
- سنة أولى زواج 2017
- عيلة 7 نجوم.
- عيلة 8 نجوم.
- عربيات.
- بقعة ضوء بعدة أجزاء.
- فنجان الدم.
- التغريبة الفلسطينية.
- ضيعة ضايعة بجزئية الأول والثاني حيث قام بدور رجل الأمن المسؤول عن المنطقة.
- صبايا وقام بدور سائق تاكسي
- الشام العدية (بيت جدي 2).
- الخربة
- اقارب وثعالب
- طاحون الشر 2
- ضبو الشناتي ( الحقائب )
- خمسة وخميسة
- باب الحارة بجزء السادس والسابع والثامن والتاسع
- سيت كاز بدور ويليام
- يوميات مدير عام ٢

### في السينما
- حبل سري (2018)

## روابط خارجية
- جمال العلي على موقع قاعدة بيانات الأفلام العربية